# マイケル・イノア
マイケル・ホセ・イノア・ベンチュラ（Michael Jose Ynoa Ventura, 1991年9月24日 - ）は、ドミニカ共和国・プエルト・プラタ州プエルト・プラタ出身のプロ野球選手（投手）。右投右打。現在は、フリーエージェント（FA）。
7歳年下の弟に同じくメジャーリーガーのワスカル・イノアがいる。

## 経歴

### プロ入りとアスレチックス傘下時代
2008年に16歳ながら425万ドルというアスレチックス史上最高額で契約した（それまでの最高額は1998年のマーク・マルダーの325万ドル）。その才能は高く評価されており、2008年にはラテン系の最高の有望株だとされ、2002年のフェリックス・ヘルナンデス以来の素材だとも言われた。
2010年にルーキー級アリゾナリーグ・アスレチックスでプロデビュー。3試合に先発登板して0勝1敗・防御率5.00・11奪三振の成績を残した。オフにトミー・ジョン手術を受けた。
2011年は前年の手術の影響でシーズンを全休した。
2012年6月にルーキー級アリゾナリーグで復帰し、8月にA-級バーモント・レイクモンスターズへ昇格。A-級バーモントでは8試合（先発6試合）に登板して1勝3敗・防御率6.97・19奪三振の成績を残した。11月20日にアスレチックスとメジャー契約を結び、40人枠入りを果たした。
2013年はA級ベロイト・スナッパーズで開幕を迎え、15試合に先発登板して2勝1敗・防御率2.14・48奪三振の成績を残した。6月26日にはフューチャーズゲームに選出され、当日の試合では1点リードの4回裏から登板したが、マット・デビッドソンの本塁打を含む2失点を喫し、敗戦投手となった。7月にA+級ストックトン・ポーツへ昇格。7試合（先発6試合）に登板して1勝2敗・防御率7.71・20奪三振の成績を残した。
2014年3月10日にAAA級サクラメント・リバーキャッツへ異動した。この年からリリーフに転向。A+級ストックトンで31試合に登板して4勝2敗・防御率5.52・64奪三振の成績を残した。

### ホワイトソックス時代
2014年12月9日にマーカス・セミエン、クリス・バシット、ジョシュ・フェグリー、ランヘル・ラベロとのトレードで、ジェフ・サマージャと共にシカゴ・ホワイトソックスへ移籍した。
2015年、マイナーでは28試合に投げたが、メジャーで登板する機会はなかった。
2016年6月14日にメジャー初昇格を果たし、同日のデトロイト・タイガース戦でメジャーデビュー。この年は23試合にリリーフ登板し、防御率3.00・1勝・WHIP1.23という成績を記録。また、30.0イニングで30奪三振を記録して、三振奪取能力の片鱗を見せた。
2017年7月8日に40人枠を外れる形で傘下のAAA級シャーロット・ナイツへ配属された。
2018年は、スプリングトレーニングに招待選手として参加することになった。

## 詳細情報

### 年度別投手成績
| 年 度    | 球 団    | 登 板 | 先 発 | 完 投 | 完 封 | 無 四 球 | 勝 利 | 敗 戦 | セ 丨 ブ | ホ 丨 ル ド | 勝 率 | 打 者 | 投 球 回 | 被 安 打 | 被 本 塁 打 | 与 四 球 | 敬 遠 | 与 死 球 | 奪 三 振 | 暴 投 | ボ 丨 ク | 失 点 | 自 責 点 | 防 御 率 | W H I P |
| -------- | -------- | ----- | ----- | ----- | ----- | -------- | ----- | ----- | -------- | ----------- | ----- | ----- | -------- | -------- | ----------- | -------- | ----- | -------- | -------- | ----- | -------- | ----- | -------- | -------- | ------- |
| 2016     | CWS      | 23    | 0     | 0     | 0     | 0        | 1     | 0     | 0        | 1           | 1.000 | 135   | 30.0     | 20       | 0           | 17       | 2     | 5        | 30       | 4     | 0        | 11    | 10       | 3.00     | 1.23    |
| 2017     | CWS      | 22    | 0     | 0     | 0     | 0        | 1     | 0     | 0        | 0           | 1.000 | 141   | 29.0     | 28       | 4           | 22       | 0     | 5        | 23       | 3     | 0        | 22    | 19       | 5.90     | 1.72    |
| MLB：2年 | MLB：2年 | 45    | 0     | 0     | 0     | 0        | 2     | 0     | 0        | 1           | 1.000 | 276   | 59.0     | 48       | 4           | 39       | 2     | 10       | 53       | 7     | 0        | 33    | 29       | 4.42     | 1.47    |

- 2021年度シーズン終了時

### 記録
MiLB
- オールスター・フューチャーズゲーム選出：1回（2013年）

### 背番号
- 66（2016年 - 2017年）